# 王貫 (成化進士)
王貫（1455年—？年），字一之，四川重慶府榮昌縣人，錦衣衛校籍，明朝政治人物。

## 生平
成化十六年（1480年）庚子科順天府鄉試第二十二名舉人。成化二十三年（1487年）中式丁未科三甲第一百八十名進士。

## 家族
曾祖王漢卿；祖父王用；父王玘，母劉氏。